# ألبرت ن. بريغز
ألبرت ن. بريغز هو محامي وسياسي أمريكي، (ولد في 1 نوفمبر 1801) في ميدلبورو في الولايات المتحدة، وتوفي في 26 يناير 1873 في براندون في الولايات المتحدة. نشط حزبياً في الحزب الجمهوري. وقد انتخب عضو مجلس ولاية فيرمونت ‏ وانتخب عضو مجلس نواب فيرمونت ‏ وانتخب List of speakers of the Vermont House of Representatives ‏.